# Маджид Буґерра
Маджид Буґерра (фр. Madjid Bougherra, араб. مجيد بوقرة, нар. 7 жовтня 1982, Лонві) — французький і алжирський футболіст, захисник катарського клубу «Лехвія» та національної збірної Алжиру.

## Клубна кар'єра
У дорослому футболі дебютував 2002 року виступами за команду клубу «Геньон», в якій провів чотири сезони, взявши участь у 49 матчах чемпіонату. 
Згодом з 2006 по 2008 рік грав в Англії, де захищав кольори клубів «Кру Александра», «Шеффілд Венсдей» та «Чарльтон Атлетик».
Своєю грою за останню команду привернув увагу представників тренерського штабу клубу «Рейнджерс», до складу якого приєднався 2008 року. Відіграв за команду з Глазго наступні три сезони своєї ігрової кар'єри. Більшість часу, проведеного у складі «Рейнджерс», був основним гравцем захисту команди. За цей час тричі виборював титул чемпіона Шотландії.
До складу катарського клубу «Лехвія» приєднався у серпні 2011 року, трансферна сума склала 1,7 млн. фунтів.

## Виступи за збірну
2004 року дебютував в офіційних матчах у складі національної збірної Алжиру. Наразі провів у формі головної команди країни 61 матч, забивши 4 голи.
У складі збірної був учасником чемпіонату світу 2010 року у ПАР, а також Кубка африканських націй 2010 року, який проводився в Анголі.

## Титули і досягнення
Гравець
- Чемпіон Шотландії (3):

«Рейнджерс»: 2008–09, 2009–10, 2010–11
- Володар Кубка Шотландії (1):

«Рейнджерс»: 2008–09
- Володар Кубка шотландської ліги (2):

«Рейнджерс»: 2009–10, 2010–11
- Чемпіон Катару (2):

«Ад-Духаїль»: 2011–12, 2013-14
- Володар Кубка наслідного принца Катару (1):

«Ад-Духаїль»: 2013
Тренер
- Переможець Кубка арабських націй: 2021